# Colibri à huppe bleue
Stephanoxis loddigesii
Espèce
Statut de conservation UICN

 LC  : Préoccupation mineure
Le Colibri à huppe bleue (Stephanoxis loddigesii) est une espèce d'oiseaux-mouches.

## Distribution
Cette espèce se rencontre dans le Sud du Brésil, au Paraguay et dans le Nord-Est de l'Argentine.

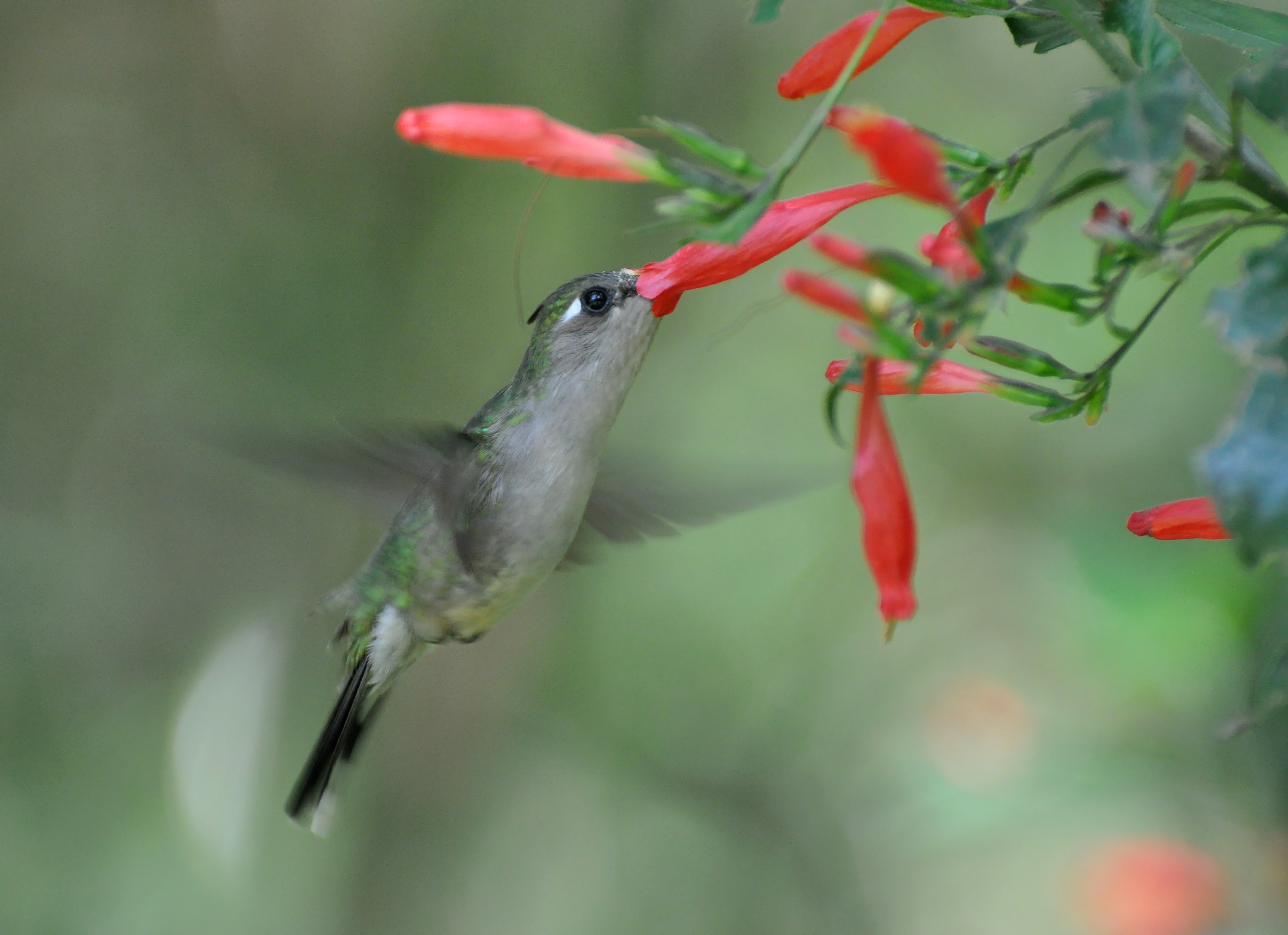
Stephanoxis loddigesii ♀